# Benzo(a)fluorène
Le benzo[a]fluorène est un hydrocarbure aromatique polycyclique de formule C17H12 inscrit sur la liste des cancérogènes du groupe 3 du CIRC.